# Parmaturus albipenis
Der Parmaturus albipenis ist ein Hai der Familie Pentanchidae. Das Artepitheton albipenis und der englische Trivialname „White-clasper catshark“ beziehen sich auf die weißlichen Klaspern der männlichen Tiere. Der Holotyp, das bisher einzige Exemplar der Art, wurde im Nordpazifik im Norden Neukaledonien in einer Tiefe von 688–732 Meter gefangen. Die Art wird derzeit nicht als bedroht eingeschätzt. In dem Seegebiet, in dem die Art vorkommt, wird keine Hochsee Schleppnetzfischerei oder Tiefsee Langleinenfischerei betrieben.

## Merkmale
Die Art ist nur vom 41,5 Zentimeter langen Holotyp bekannt. Dieser hat einen weichen, wenig kräftigen und leicht abgeflachten Körper mit samtiger Haut, die mit kleinen dreispitzigen Placoidschuppen bedeckt sind. Der Kopf ist breit mit kurzer Schnauze und mittelgroßen Augen, die relativ hoch am Kopf liegen. Das Maul ist sehr breit und trägt kleine drei- oder vierspitzig Zähne, die im Oberkiefer in etwa 130 Reihen stehen. Die Nasenöffnungen sind groß. Die Rückenflossen sind relativ groß, die Bauchflossen von moderater Größe, die Bauchflossen kleiner und die Afterflosse größer als die zweite Rückenflosse. Der Schwanzstiel weist einen Kamm ohne vergrößerte Placoidschuppen auf. Die Schwanzflosse ist lang und heterozerk. Der Körper des präparierten Exemplars ist bräunlich gefärbt mit etwas dunklerem Rücken und Flossen und hellerem Bauch. Die Klaspern und der Ansatz der Bauchflossen sind weiß.